# Bohou
Bohou est une petite ville du Togo.

## Géographie
Bohou est situé à environ 05km de Kara, dans la région de la Kara.

## Vie économique
- Marché traditionnel

## Lieux publics
- École primaire